# Akiko Hiramatsu
Akiko Hiramatsu (平松 晶子 Hiramatsu Akiko?) es una seiyū nacida el 31 de agosto de 1967 en Tokio, Japón, afiliada a Ken Production.

## Anime
1986
- Maison Ikkoku (Yoko)

1987
- Kiko Senki Dragonar (Rose Patenton)
- Zillion (Jill)

1990
- 108 Ward Inside and Out: Make-Up Artist (Hage)

1991
- Torappu ikka monogatari (Annie)
- Holly the Ghost (Berber, Majobeti)
- Future GPX Cyber Formula (Elena)
- Oniisama E... (Student (Ep. 29))
- Kinnikuman: Kinnikusei Ōi Sōdatsu-hen (Natsuko Shouno, Robert, Ashuraman (young))

1992
- Sailor Moon (Castor (Ep. 21))
- Tetsujin 28-gō (Shiori)
- Rainbow Samurai (Margaret Eric)
- Chikyuu SOS Soreike Kororin
- Mikan Enikki (Tom Kusanagi)

1993
- Sailor Moon R (Calaveras)
- Rocky Rackat! (Miki Konoha)
- Cazafantasmas Mikami (Mannequin (Ep. 33))
- Slam Dunk (Haruko Akagi)

1994
Sailor Moon S (U Estern)
Montana Jones (Nina)
Shirayuki Hime no Densetsu (La leyenda de Blanca Nieves) (Pokke)
Omakase Scrappers (Shacky)
1995
- Ninku (Mekira Ninku)
- Sailor Moon Super S (Dokanko (Ep. 130))
- Neon Genesis Evangelion (Anunciador TV , Personal de NERV )
- Kaito Saint Tail (Michiru)

1996
- Rurouni Kenshin (Tsubaki)
- Meiken Lassie (Serra)
- Sailor Moon Sailor Stars (Reiko Kanagawa/Sailor Gamer (Ep. 25))
- Bt'x (Young Feng Raffine)
- Saber Marionette J (Bloodberry)
- ¡Están Arrestados! (Miyuki Kobayakawa)
- YAT Anshin! Uchu Ryokou (Doris)

1997
Cutey Honey Flash (Seira Hazuki, Misty Honey)
Haunted Junction (Yamiko (Ep. 6))
The File of Young Kindaichi (Agatha (Ep. 74))
Flame of Recca (Fuuko Kirisawa)
Virus Buster Serge (Yuirin)
1998
Bannō bunka nekomusume (Hidariko, Pretty Kyoko)
Silent Möbius (Lum Cheng (Eps. 15, 17-26))
Saber Marionette J to X (Bloodberry)
Super Doll Licca-chan (Misty)
1999
Chiisana Kyojin Microman (Arden Purple)
Legend of Himiko (Shino)
Dai-Guard (Ibuki Momoi)
Jibaku-kun (Live)
Weekly Story Land (Ayako Mizuno)
2000
Hero Hero-kun (Nikoniko Sensei)
2001
Zoids/ZERO (Mary Champ)
Rune Soldier (Lily)
The SoulTaker (Yui Kirihara)
Geneshaft (Julia Seido)
¡Están Arrestados! (Miyuki Kobayakawa)
Hanaukyo Maid Team (Konoe Tsurugi)
Shaman King (Nyorai)
Captain Kuppa (Vanilla)
Sugar: A Little Snow Fairy (Cinnamon)
Hellsing (Helena)
2002
Full Metal Panic! (Youko Wakana)
RahXephon (Young Itsuki Kisaragi)
.hack//SIGN (BT)
Juni Kokuki (Seishu)
Ai Yori Aoshi (Miyabi Kagurazaki)
ATASHIn'CHI (Ai Sakata)
Princess Tutu (Edel)
Petite Princess Yucie (Lena)
Ghost in the Shell: Stand Alone Complex (Saori Tsujisaki)
Pokémon: Advanced Generation (Musashi (Eps. 85-92))
2003
Stratos 4 (Chizuru Kubo)
Someday's Dreamers (Milinda)
E's Otherwise (Maria, Aniel)
Pluster World (Princess Shanta)
Astro Boy: Mighty Atom (Epsilon)
Tantei Gakuen Q (Mayumi Ohtori)
Full Metal Panic? Fumoffu (Youko Wakana)
Ai Yori Aoshi ~Enishi~ (Miyabi Kagurazaki)
2004
Daphne in the Brilliant Blue (Mieko Mizuki)
Kenran Butōsai: The Mars Daybreak (Selena Knightly)
Legendz: Yomigaeru Ryuuou Densetsu (King Wrapper)
Hanaukyo Maid Team: La Verite (Konoe Tsurugi)
Agatha Christie no Meitantei Poirot to Marple (Griselda, Mrs. Willard, Scene, Kidder)
Uta∽Kata (Shiho Shirasaka)
Bleach (Kūkaku Shiba)
Meine Liebe (Ishtar (Ep. 8))
Sargento Keroro (Aki Hinata, Giroro (child), Akina Hinata (young), Char Alien, Blob, TV Announcer)
2005
Jinki:Extend (Shiba)
Best Student Council (Wakana Hirata)
Tsubasa Chronicle (Arashi)
Oku-sama wa Mahō Shōjo: Bewitched Agnes (Nori Mitsugi)
Kotenkotenko (Creek)
Major (compañera de clase de Shouya's)
2006
Nana (Natsuko Komatsu)
.hack//Roots (Bordeaux)
Sasami: Magical Girls Club (Washu Kozuka)
Binbou Shimai Monogatari (Ranko Saegusa)
Pumpkin Scissors (Webner)
Jigoku Shōjo (Rina Takeda)
2007
Nodame Cantabile (Kaori Etou)
CODE-E (Mitsuki Ebihara)
¡Están Arrestados! (Miyuki Kobayakawa)
2008
Negibōzu no Asatarō (Okoi Biwano)
2009
Fresh Pretty Cure (Giuliano)
Hayate no Gotoku! (Hatsuho Saginomiya)
Element Hunters (Ann Karas)
2010
A Certain Magical Index (Vento of the Front)
2011
Nichijou (Osamu)
The IDOLM@STER (Chigusa Kisaragi)
2012
Shin Sekai Yori (Minoshiro Falso)
Hayate no Gotoku! (Hatsuho Saginomiya)
2013
Dansai Bunri no Crime Edge (Mother Kind Regards)
Hayate no Gotoku! (Hatsuho Saginomiya)
2016
Kanojo to Kanojo no Neko (Madre)

## OVAs
1987
Bubblegum Crisis (Nene Romanova)
1991
Bubblegum Crash (Nene Romanova)
Exper Zenon (Hiroko)
1992
Bannō bunka nekomusume (Kyoko)
1993
Moldiver (Mao Shirase)
1994
Otaku no Seiza (Min)
¡Están Arrestados! (Miyuki Kobayakawa)

## Películas
Mi vecino Totoro (1988) (Bus conductor)
Slam Dunk (1994) (Haruko Akagi)
Slam Dunk: Zenkoku Seiha da! Sakuragi Hanamichi (1994) (Haruko Akagi)
Slam Dunk: Shōhoku Saidai no Kiki! Moero Sakuragi Hanamichi (1995) (Haruko Akagi)
Slam Dunk: Hoero Basketman Tamashii! Hanamichi to Rukawa no Atsuki Natsu (1995) (Haruko Akagi)
Dragon Quest Saga: Emblem of Roto (1996) (Arus)
Slayers Return (1996) (Selena Biatz)
¡Están Arrestados! (1999) (Miyuki Kobayakawa)
Pokémon: The Movie 2000 (1999) (Furūra/Melody)
Re-Birthday (1999) (Young Shizuyo)
Daigekisen! Microman VS Saikyō Senshi Gorgon (1999) (Arden Purple)
Super Doll Licca-chan: Licca-chan Zettai Zetsumei! Doll Knights no Kiseki (1999) (Giize)
A Tree of Palme (2002) (Palme)
Sargento Keroro (2006-2010) (Aki Hinata)
A Silent Voice (2016) (Yaeko Nishimiya)
Bootmen (Linda (Sophie Lee)) (Doblaje)

## Videojuegos
1993
Langrisser: Hikari no Matsuei (Chris)
Yumimi Mix (Yumimi Yoshizawa)
1995
Dōkyūsei (Masumi Hori)
1996
Bishojo Variety Game: Rapyulus Panic (Doctor J)
Der Langrisser FX (Rushirisu)
Dōkyūsei if (Masumi Hori)
Building Crash (Toshimasanae)
1997
Cross Romance: Koi to Mahjong to Hanafuda to (Mayumi Katsura)
Saber Marionette J: Battle Sabers (Bradbury)
Langrisser I & II (Rushirisu)
My Dream: On Air ga Matenakute (Aya Takai)
1998
Double Cast (Mizuki Akasaka, Shiho Akasaka)
Misaki Aggressive! (Ayano Kiryu)
6 Inch My Darling (Pym)
1999
Himiko-Den: Renge (Shino)
Yuukyuu no Eden (Lady Bird Rouge)
Nekketsu Seisyun Nikki 2 (Ran Hibiki)
2000
Project Justice (Ran Hibiki)
2001
Kaen Seibo: The Virgin on Megiddo (Manase Kitagawa)
2002
Azumanga Donjara Daioh (Yukari Tanizaki)
Zoids VS. (Thita Breeze)
Tales of Destiny 2 (Harold Belselius)
Yukigatari (Chitose Aoyagi)
2003
Ai Yori Aoshi (Miyabi Kagurazaki)
Zoids VS. II (Marie, Thita Breeze)
2004
Flame of Recca Final Burning (Fuuki Kirisawa)
Sgt. Frog Meromero Battle Royal (Aki Hinata)
2005
Best Student Council (Wakana Hirata)
Sgt. Frog Meromero Battle Royal Z (Aki Hinata)
2006
.hack//G.U. (Gaspar, Bordeaux)
Fuuraiki (Tamae Takizawa)
.hack//G.U. Vol. 2: Reminisce (Bordeaux)
Tales of the World: Radiant Mythology (Harold Belselius)
2007
Nodame Cantabile (Kaori Eto)
2009
Tales of the World: Radiant Mythology 2 (Harold Belselius)
Tales of VS. (Harold Belselius)
2011
Tales of the World: Radiant Mythology 3 (Harold Belselius)

## Doblaje japonés
- Clueless (1995) - voz de Tai Frasier